# فرودگاه بین‌المللی بوکاس دل ترو ایسلا کولون
فرودگاه بین‌المللی بوکاس دل ترو ایسلا کولون (به انگلیسی: Bocas del Toro "Isla Colón" International Airport) (به زبان بومی: Aeropuerto Internacional de Bocas del Toro "Isla Colón") یک فرودگاه همگانی با کد یاتا BOC است که یک باند فرود آسفالت دارد و طول باند آن ۱۵۰۰ متر است. این فرودگاه در کشور پاناما قرار دارد.